# 電気顕微鏡
電気顕微鏡（でんきけんびきょう）とは、水溶液に接触させたアレイした電極において、溶液と電極の界面抵抗の変化から水溶液中の不均一構造を観察する顕微鏡である。

## 原理
溶液に複数の電極を接触させ、交流電流を流してインピーダンスを測定すると、溶液の抵抗（バルク抵抗）と溶液と電極の界面の抵抗（界面抵抗）とが測定できる。ここで、電極の大きさを100平方マイクロメートル以下にすると、バルク抵抗と界面抵抗とを周波数依存性の差異から分けて測定することができる。
この原理を利用して溶液中の不均一構造を観察するための装置が電気顕微鏡である。電極を多数アレイし、これに水溶液を垂らすことで電気顕微鏡の素子が完成する。

## 関連企業
- メディカルメカニカ株式会社